# Robert Roth
Pour les articles homonymes, voir Roth.
Robert Roth, né le 5 juillet 1898 et mort le 17 novembre 1959, est un lutteur suisse, champion olympique aux jeux olympiques d'été de 1920 en battant en finale de sa catégorie Nat Pendleton.